# Penelakut

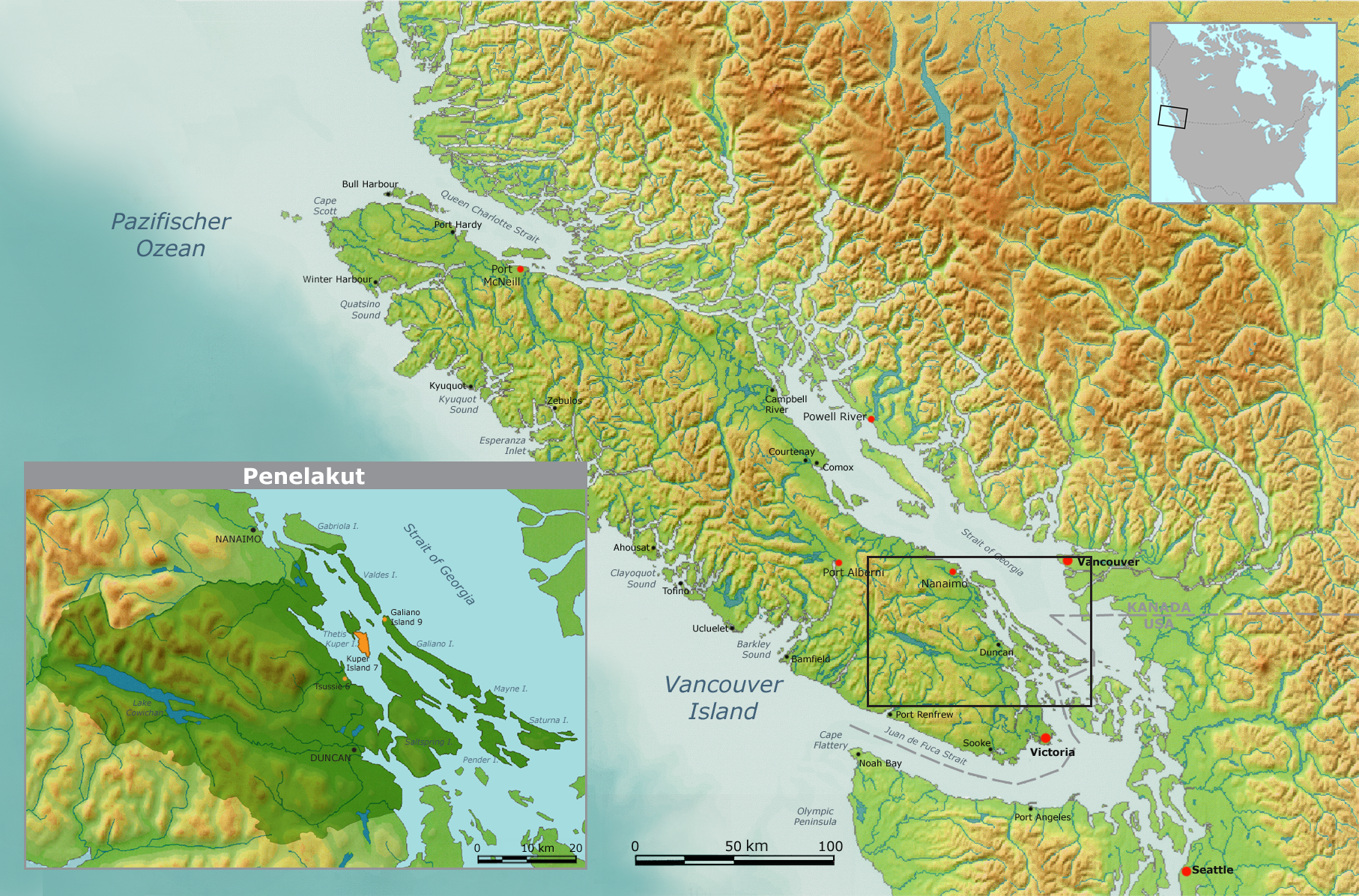
Traditionelles Territorium der Penelakut und die heutigen Reservate (orange)

Die Penelakut oder Penelakut First Nation wohnten auf Vancouver Island an der Mündung des Chemainus River und den südöstlich vorgelagerten Inseln Penelakut (ehemals Kuper Island) und Galiano. Heute haben die 858 Penelakut (März 2010) Reservate auf Kuper, Tent und Galiano, dazu ein kleines Reservat am Unterlauf des Chemainus.
Die Penelakut First Nation zählt zu den sechs Stämmen der Hul'qumi'num-Gruppe, zu denen noch die Halalt, Chemainus, Cowichan, Lyackson und Lake Cowichan zählen. Die Gruppe repräsentiert über 7.000 Indianer.

## Geschichte
- s. a. Geschichte der Küsten-Salish

### Ur- und Frühgeschichte
Die älteste archäologische Stätte auf Salt Spring Island ist Walker Hook, das im Rahmen des Borden-Systems die Bezeichnung DfRu002 trägt. Es handelt sich um einen der größten Shell middens (Muschelhügel) auf den Gulf Islands. Dort entstand zu einem unbekannten Zeitpunkt das Dorf Syuhe’mun. Die ältesten Artefakte werden auf ein Alter von 4500 Jahren geschätzt.

### Kolonialgeschichte
Alle Indianer auf Kuper Island wurden als Penelakut bezeichnet. Die Winterdörfer lagen am Penelakut Spit, am Telegraph Harbour und in der Lamalchi Bay. Auch am Chemainus Harbour und auf Galiano Island hatten sie Dörfer. Penelakut Spit liegt am Nordostende von Kuper Island, und dort lag auch das größte Dorf der Stammesgruppe auf den Gulf Islands. Penálaxeth, „am Strand vergrabener Baumstamm“, hatte mindestens fünfzehn Langhäuser. Der Indian Land Commissioner Gilbert Malcolm Sproat besuchte 1877 das Dorf, beschrieb es als ein einziges Langhaus, das jedoch in 15 große Abschnitte geteilt war.
Telegraph Harbour an der Nordwestküste von Kuper Island trug das Dorf Xexweló7es („Ort mit Adlern“). Heute legen dort die Fähren an, und dort liegt auch die aufgegebene Kuper Island Residential School. Seine Bewohner wurden 1916 mit denen von Penelakut Spit vereint.
Das dritte Winterdorf auf Kuper Island lag in der Lamalchi Bay an der Südwestküste. 'Lamalchi' ist die anglisierte Form von Xwlemálhtse, das wohl erst Anfang des 20. Jahrhunderts entstand.
Am 20. April 1863 beschoss das Kanonenboot Forward das Dorf auf der Insel, weil man die Mörder von drei Weißen hier vermutete. Doch die Indianer setzten sich zur Wehr, griffen das Boot an und schlugen es in die Flucht. Der Gouverneur ordnete daraufhin eine der größten und brutalsten Racheaktionen der Geschichte British Columbias an. The Terror of the Coast von Chris Arnett (1999) beschreibt den Konflikt zwischen den Lamalchis und den Indianeragenten. Der Mord an zwei Siedlern gab den Behörden und Gerichten nicht nur Anlass, die verdächtigen Männer aus dem Dorf in einem fragwürdigen Verfahren zu verurteilen und hinrichten zu lassen, sondern das Dorf wurde 1864 zerstört und James Douglas, der Gouverneur, verbot die Wiederansiedlung.
Ein weiterer Mord, diesmal an William Robinson, wurde, wie sich mehr als 140 Jahre später herausstellte, wahrscheinlich zu Unrecht einem Penelakut zur Last gelegt. Tshuanahusset, kurz Tom genannt, wurde für den Mord auf Saltspring Island (Syuhe'mun) vom März 1868 im folgenden Jahr durch eine weiße Jury verurteilt und daraufhin hingerichtet.
Am Bare Point, nahe der Chemainus Bay, stand das Dorf Sén'ewináts, mit wohl vier Häusern, doch wurden die Einwohner wohl nach 1900 gezwungen, nach Kuper Island zu gehen.
Am Virago Point-Race Point am Nordende von Galiano Island (Reservat Galiano Island No. 9) stand das Dorf Xínepsem. Es war wohl nur ein Sommerdorf, aber aufs engste mit dem Cowichan-Dorf gleichen Namens verbunden.

## Reservate
Die Reservate wurden ihnen 1877 von der Joint Reserve Commission unter Malcolm Gilbert Sproat zugewiesen. Dabei zwang man die „Pa-nel-a-kuts“ mit dem Kanonenboot H.M.S. Rocket, ihre Wohngebiete zugunsten von Kuper Island aufzugeben, einer kaum bewohnbaren Insel.
Von den 858 anerkannten Penelakut lebten im März 2010 genau 468 in den vier Reservaten, 72 in anderen Reservaten und 317 außerhalb.  Die vier Reservate sind Kuper Island 2 mit 556,7 ha, Tsussie 6 mit 15,5, Tent Island 8 mit 34,4 und Galiano Island 9 mit 29,1 ha.
In seinem Bericht vom 15. Februar 1877 beschrieb der zuständige Indian Commissioner Malcom Gilbert Sproat seinen Besuch auf Kuper Island beim „Pa-nel-a-kuts tribe“ und den Unterstämmen (sub tribes). Er zählte 239 Indianer, davon 194 Penelakut, 28 Mitglieder des „Ga-kwa-lass sub-tribe“ (Yexwelótes) und 17 vom „Kivil-la-malth-sa sub-tribe“ (Lamalchi). Dabei bemerkte er, dass die Lamalchi noch 12 oder 15 Jahre früher ein räuberischer und mörderischer Stamm gewesen seien. Sie hatten das Kanonenboot „Boxer“ angegriffen und dabei einen Matrosen erschossen. Aus Rache wurde das Dorf beschossen und drei Indianer gehängt. Die folgende Pockenepidemie überlebten nur drei Männer des Stammes.
Außerdem berichtet Sproat, dass kein Reservat auf der Kuper-Insel sei, und dass dort nur ein weißer Siedler lebe, der eine 100-Acre-Parzelle an der Stelle des ehemaligen Lamalcha-Dorfes im Südwesten besaß. Beim heutigen Tsussie besaßen die Penelakut eine Fischfangstelle.
Sproat beschwerte sich, dass unter Führung der Penelakut die Indianer Land von weißen Siedlern besetzt hätten. Er forderte ihren Abzug, was die H.M.S. Rocket mit ihren Kanonen untermauerte, und weigerte sich, ihnen überhaupt weiteres Reservatsland zuzugestehen. Die Indianer entfernten Häuser und Zäune vom besetzten Land, und Sproat gestand ihnen Kuper Island zu – mit Ausnahme der besagten 100 Acre. Genauso wie Tent Island, das er ihnen gleichfalls zugestand, hielt er die Insel jedoch für unfruchtbar.
Als die McKenna-McBride-Kommission ab 1913 die Reservate aufsuchte, schlug sie vor, dass die beiden Reservate des „Chemainus Tribe, Penelakut Band“,  „No. 6 - Tsussic, 33.00 acres; No. 7 - Kuper Island, 2138.00 acres; No. 8 - Tent Island, 85.00 acres, and No. 9 - Fishing Station (at Portier Pass), *76.00 acres“ bestehen bleiben sollten. Doch wurden zum Bau eines Leuchtturms 4,16 Acre von Nr. 5 eingezogen. Rechtskraft erhielten diese Vorschläge der Kommission erst 1923.

## Aktuelle Situation
2004 entbrannte ein Streit mit dem Betreiber einer Fischfarm (Sablefin Hatcheries Ltd.) um eine Begräbnisstätte auf Saltspring Island, genauer gesagt am Walker Hook. Im Frühjahr 2003 hatte das Unternehmen die Erlaubnis erhalten, dort Bauarbeiten durchzuführen, ohne dass eine Untersuchung der archäologischen Folgen gemacht worden wäre, wie sie seit 1996 vorgeschrieben ist (Archaeological Impact Assessment). Darüber hinaus hatte das Unternehmen nicht genehmigte Bauarbeiten eingeleitet. Der sogenannte Archaeology branch, also die Fachabteilung Archäologie des Ministry of Sustainable Resources, untersuchte den Gesetzesbruch zwar am 13. Januar 2004, und bestätigte das illegale Vorgehen, doch hatte dies keine Folgen für das Unternehmen. Immerhin lehnte man eine Erweiterung der ursprünglichen Genehmigung um weitere Schachtbauten 2005 ab. 2004 fanden sich die Salt Spring Island Residents for Responsible Land Use zusammen und unterstützten die Älteren der Penelakut bei ihrem Kampf gegen die Zerstörung der archäologischen Stätte, die schon bei einer oberflächlichen Untersuchung elf Grabstätten aufwies und bis zu 4500 Jahre alt ist. Außerdem befindet sich auf der Insel der bedeutendste Überrest nie gefällter Bäume. Allein 30 % der Garry-Eichen (Quercus garryana) der Gulf Islands und 7,5 % der als old growth bezeichneten alten Baumbestände befinden sich auf der Insel.
Seit einigen Jahren bemüht sich der Stamm, kulturelle Traditionen wieder aufleben zu lassen, und die Produkte einem größeren Publikum anzubieten. Dazu kommen Versuche, die natürliche Umgebung zu schützen.
Im Jahr 2021 wurden neben dem örtlichen Internat für Indigene, der Kuper Island Industrial School (1890–1975), die Leichname von 160 Kindern entdeckt. Schon 1896 hatte eine Kommission festgestellt, dass von den dortigen 264 Kindern 107 tot waren. Dieser Fund reiht sich in eine Kette solcher Entdeckungen ein, die Kanada erschüttern.